# Пластилинография
Пластилинография — вид декоративно-прикладного искусства.
Представляет собой создание лепных картин с изображением более или менее выпуклых, полуобъёмных объектов на горизонтальной поверхности.
Основной материал — пластилин.
Возможно использование комбинированных техник. Например, декорирование поверхности бисером, семенами растений, природным материалом.
В некоторых случаях в технике пластилинографии производится модификация изделия, что приводит к созданию оригинальных произведений. Например, на плоской поверхности графически изображается пейзаж, а детали переднего плана изображаются пластилинографией.